# Bronski und Bernstein
Bronski und Bernstein war eine von der neue deutsche Filmgesellschaft mbH (ndF) für den NDR produzierte deutsche Krimiserie, die vom 14. März 2001 bis zum 13. Juni 2001 mittwochs im Vorabendprogramm der ARD ausgestrahlt wurde. Nach dem Erfolg von Adelheid und ihre Mörder wollte die ARD eine jüngere Krimikomödie produzieren. Doch die Einschaltquoten blieben hinter den Erwartungen, so dass schon nach 13 Folgen Schluss war.

## Handlung
Wolfgang Bronski ist Kommissar bei der Hamburger Kriminalpolizei. Sein Vater wurde als Streifenpolizist im Dienst erschossen. Deshalb fühlt er sich für seine Mutter und seine Schwester besonders verantwortlich. Er ist einer der besten Beamten von Hauptkommissar Theo Micklitz. Alles könnte gut sein für Bronski, doch eines Tages wird ihm ein Partner zur Seite gestellt. Und was für einer: Er heißt Guido Bernstein und ist kein Geringerer als der Sohn des Polizeipräsidenten. Für den stets korrekten Bronski, der sich immer strikt an die Regeln hält, ist dies fast ein Kulturschock. Denn Bernstein hält nicht viel von Regeln, sondern wendet auch unkonventionelle Methoden an um einen Fall zu klären. Am Anfang können die beiden sich fast gar nicht leiden, doch im Laufe ihrer Zusammenarbeit entwickelt sich eine tiefe Freundschaft. Nun macht auch Bronski bei den regelverletzenden Methoden seines Partners mit, was dazu führt, dass ihr Chef Micklitz fast am Ende jeder Folge am Rande des Nervenzusammenbruchs steht, die beiden oft suspendiert und sie mit den Worten „Und jetzt raus! Beide!“ aus seinem Büro wirft.

## Veröffentlichungen
Von Juni bis November 2006 lief die Serie mit großem Erfolg in Australien. Die Serie ist bisher nicht auf DVD veröffentlicht worden; einzig auf dem iTunes-Portal von Apple sind die 13 Folgen unter der Bezeichnung „Bronski & Bernstein“ erhältlich.
1. Schlangenbrut (14. März 2001)
2. Verdeckte Ermittlungen (21. März 2001)
3. Millionengrab (2. März 2001)
4. Stille Wasser (4. April 2001)
5. Katalog-Braut (11. April 2001)
6. Geisterstunde (18. April 2001)
7. Blaue Augen (25. April 2001)
8. Nackte Angst (2. Mai 2001)
9. Tierisch gut (9. Mai 2001)
10. Linke Tour (16. Mai 2001)
11. Fresien-Kavalier (23. Mai 2001)
12. Schnappschuss (30. Mai 2001)
13. Liebestöter (13. Juni 2001)